# Schwerphase
Eine Schwerphase ist in der Ökologie eine wasserunlösliche Flüssigkeit mit einer größeren Dichte als Wasser (ρ > 1), daher ist im anglo-amerikanischen Sprachgebrauch die Abkürzung DNAPL (dense non aqueous phase liquid) gebräuchlich. Nichtmischbare Flüssigkeiten liegen in deutlich voneinander getrennten Phasen übereinander, z. B. Wasser und Öl.
Fast alle chlorierten Kohlenwasserstoffe (CKW) sind solche Schwerphasen und besonders für die leicht flüchtigen Vertreter der halogenierten Kohlenwasserstoffe (HKW), abgekürzt LHKW, spielt das DNAPL-Verhalten eine wichtige Rolle im Zusammenhang mit der Grundwasserverschmutzung. 
Sie gelangen abhängig von den Stoffeigenschaften und der Bodenbeschaffenheit bis ins Grundwasser. Dort lösen sich die organischen Phasen, jedoch dauert es bei Konzentrationen von einigen 100 bis wenigen 1.000 mg/l Jahrzehnte bis Jahrhunderte. Im Wasser gelöst sinken die CKW nicht ab, sondern werden weiter verbreitet und unter bestimmten Milieubedingungen entstehen kritische Abbauprodukte wie Vinylchlorid, die sich ansammeln.
Praktisch breiten sich DNAPL nur selten bis in das Gestein unter der Grundwassersohle aus und dringen nur bei großen Austrittsmengen von CKW weiter als 10 Meter in den Boden ein. Die horizontale Ausbreitung ist massiver und aus den höheren Schichten sickern permanent Leichtflüchtige Chlorierte Kohlenwasserstoffe (LCKW) nach, woraus eine hohe Kontaminationsdichte resultiert. Zudem setzen sich LCKW-Phasenkörper im Gestein fest, was eine gezielte Entfernung unmöglich macht. Die Sanierungsmaßnahmen beschränken sich auf Verfahren wie Pump and Treat, Auskofferung oder reaktive Systeme.
Das DNAPL-Verhalten der LCKW ist maßgeblich für deren hohes Grundwasserverunreinigungspotential verantwortlich, da sie sich nur langsam und weit verbreiten. Zudem sind sie schwierig bis gar nicht aus dem Untergrund zu entfernen. So kann das Grundwasser für Jahrzehnte oder Jahrhunderte belastet sein.